# Amphylaeus morosus
Amphylaeus morosus är en biart som först beskrevs av Smith 1879.  Amphylaeus morosus ingår i släktet Amphylaeus och familjen korttungebin. Inga underarter finns listade i Catalogue of Life.

## Bildgalleri

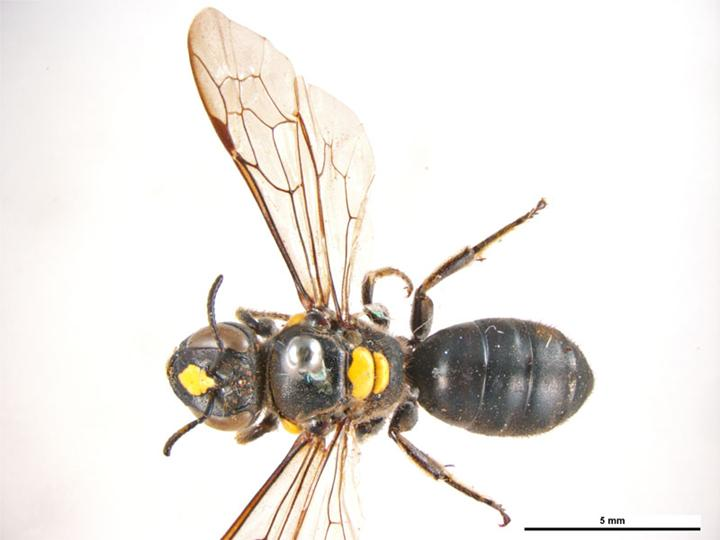
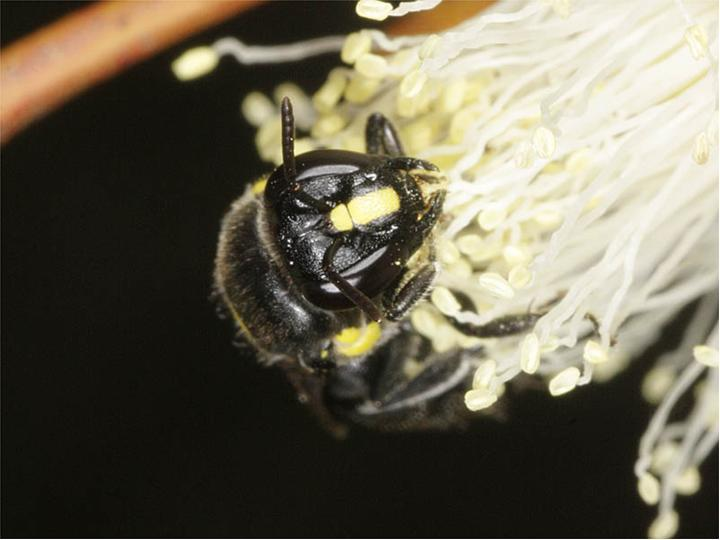
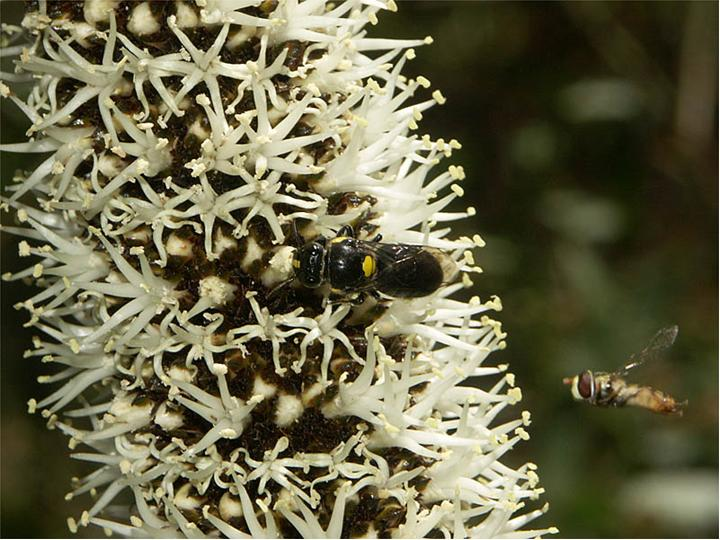